# Rijksstad Pfeddersheim
De Rijksstad Pfeddersheim was een vrije rijksstad van het Heilige Roomse Rijk.  Het gebied maakt nu als Worms-Pfeddersheim deel uit van de stad Worms. 
De eerste vermelding van Pfeddersheim stamt uit 754, hoewel archeologische opgraven hebben aangetoond dat het gebied al in Romeinse tijd bewoond was. Pfeddersheim kreeg begin 14e eeuw stadsrechten van Albrecht I van Habsburg en werd een vrije rijksstad. De stadsrechten waren ontleend aan het recht van Frankfurt am Main. Zij groeide hierna uit tot een belangrijke stad, zo belangrijk dat zij in 1381 toetrad tot de tweede Rijnse Stedenbond, waartoe ook steden als Frankfurt, Worms, Speyer en Straatsburg behoorden. Om de stad te verdedigen werd een imposante stadsmuur gebouwd, waarvan nog een aantal torens zijn blijven staan. In 1465 kwam een einde aan de onafhankelijkheid toen Pfeddersheim onder de heerschappij van de keurvorst van het Paltsgraafschap aan de Rijn kwam.
In de Slag bij Pfeddersheim (23-24 juni 1525), een beslissende veldslag van de Duitse Boerenoorlog, maakten de keurvorstelijke troepen van Lodewijk V van de Palts een bloedig einde aan de boerenopstand rond Worms. Tussen 5.000 en 8.000 boeren kwamen om en een aantal leiders van de opstand werden geëxecuteerd op het Pfeddersheimse plein Kirchplatz. De straat Mörstädter Straße wordt sindsdien in de volksmond Bluthohl ("bloedhol") genoemd.
Tijdens de Dertigjarige Oorlog (1618-1648), waarbij twee derde van de inwoners omkwamen, en de eveneens verwoestende Negenjarige Oorlog (1688-1697) viel Pfeddersheim terug tot een onbeduidend stadje. Na de bezetting door Franse revolutionaire troepen werd Pfeddersheim de hoofdplaats van een van de kantons van het in 1798 gevestigde Franse departement Mont-Tonnerre. Na afloop van de napoleontische periode (1815) kwam Pfeddersheim bij het Groothertogdom Hessen.
In de 19e eeuw was het eens zo belangrijke Pfeddersheim zo klein geworden dat het in 1874 haar stadsrechten verloor. 